# Dragan Maršićanin
Dragan Maršićanin, cyr. Драган Маршићанин (ur. 26 stycznia 1950 w Belgradzie) – serbski ekonomista, polityk i dyplomata, parlamentarzysta i minister, przewodniczący Zgromadzenia Narodowego, tymczasowy prezydent Serbii.

## Życiorys
Ukończył szkołę średnią w Belgradzie, następnie studia ekonomiczne na Uniwersytecie w Belgradzie. Pracował jako ekonomista w przedsiębiorstwach Elektron, Novi kolektiv oraz JKP Beogradski vodovod. W 1991 zaangażował się w działalność polityczną, w 1992 współtworzył Demokratyczną Partię Serbii Vojislava Koštunicy, obejmując kolejno funkcje członka zarządu, sekretarza generalnego i wiceprzewodniczącego tego ugrupowania.
Do 1996 był przewodniczącym samorządu we Vračarze. W 2000 wybrany do Zgromadzenia Narodowego. Od stycznia do grudnia 2001 pełnił obowiązki przewodniczącego parlamentu. Ponownie objął tę funkcję w lutym 2004, sprawując ją wówczas przez miesiąc. W tym okresie wykonywał również obowiązki prezydenta Serbii. W marcu 2004 przeszedł na urząd ministra gospodarki. Zrezygnował w maju tegoż roku w związku ze startem jako kandydat rządzącej koalicji w wyborach prezydenckich. W głosowaniu z czerwca 2004 z wynikiem 13,3% zajął czwarte miejsce. Po porażce zrezygnował z aktywności politycznej. Objął urząd ambasadora Serbii w Szwajcarii, który sprawował do 2008.
W 2016 został p.o. przewodniczącego Demokratycznej Partii Serbii, wkrótce zastąpił go Miloš Jovаnović.